# Logan Browning
Logan Laurice Browning (Atlanta, Georgia, 9 de junio de 1989) es una actriz y cantante estadounidense, más conocida por interpretar a Sasha en la película Bratz: La Película (2007) y a Brianna en Meet the Browns.

## Vida y carrera

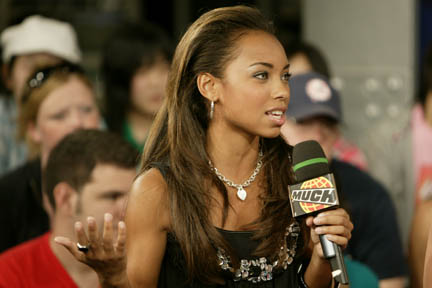
El elenco de la película Bratz de 2007, en MuchMusic para un episodio de MuchOnDemand.

Logan hizo su debut como actriz en la serie juvenil Summerland como Carrie, e interpretó a Vanessa en la serie de Nickelodeon Manual de supervivencia escolar de Ned en el período 2005-2006. En 2007 interpretó a uno de los personajes principales, Sasha, en la película Bratz: La Película, basada en la popular línea de muñecas. También apareció como el principal interés amoroso en el videoclip de la canción de Dijon Talton «Wild Out». Se graduó en la Fayette County High School en Fayetteville, Georgia.
Se unió al elenco de Meet the Browns durante la segunda temporada, en sustitución de Brianne Gould que interpretaba al personaje de Brianna. También hizo una breve aparición en el video musical de «Rock Star», de Prima J, así como en el video de la canción «U Got Me» de B5. También tuvo un papel recurrente en la serie de Disney XD Par de Reyes.
Apareció en dos episodios de The Secret Circle, una serie de televisión basada en las novelas del mismo nombre por LJ Smith. En abril de 2012 fue elegida como Jelena en el programa de VH1 Hit the Floor. En 2013 fue elegida para interpretar a Trina en la película Brotherly Love.

## Filmografía
| Año  | Título               | Papel           | Notas           |
| ---- | -------------------- | --------------- | --------------- |
| 2007 | Bratz: La Película   | Sasha           | Papel Principal |
| 2013 | Breaking at the Edge | Sara            | Papel Principal |
| 2014 | Brotherly Love       | Trina           | Papel Principal |
| 2018 | The Perfection       | Lizzie Williams | Papel Principal |

| Año          | Título                                   | Papel                | Notas |
| ------------ | ---------------------------------------- | -------------------- | --- |
| 2004–2005    | Summerland                               | Carrie               | "The Grass Is Greener Than You Think" (temporada 1: episodio 5) "Kicking and Screaming" (temporada 1: episodio 10) "Sledgehammer" (temporada 2: episodio 3) "Pick Nik" (temporada 2: episodio 4) |
| 2005–2006    | Ned's Declassified School Survival Guide | Vanessa              | "Guide to: Notebooks and Math" (temporada 2: episodio 4) "Guide to: Gross Biology Dissection and Upperclassmen" (temporada 2: episodio 7) "Guide to: April Fools Day and Excuses" (temporada 2: episodio 13) "Guide to: Science Fair and Study Hall" (temporada 2: episodio 19) "Guide to: Double Dating and the Last Day of School" (temporada 2: episodio 20) |
| 2009–2011    | Meet the Browns                          | Brianna Ortiz        | Papel principal; 106 episodios |
| 2010–2013    | Pair of Kings                            | Rebecca Dawson       | Papel recurrrente; 6 episodios |
| 2011         | The Secret Circle                        | Sally Matthews       | "Bound" (temporada 1: episodio 2) "Loner" (temporada 1: episodio 3) |
| 2012–present | Hit the Floor                            | Jelena Howard        | Papel principal |
| 2017-2021    | Dear White People (Serie de televisión)  | Samantha White "Sam" | Papel principal |